# Liste der Kardinalpriester von San Girolamo dei Croati
Kardinäle waren Kardinalpriester von San Girolamo dei Croati (dt. Hl. Hieronymus der Kroaten, kroat. Sveti Jeronim Hrvata, auch San Girolamo degli Illirici, Hl. Hieronymus der Illyrer genannt):
- Prospero Santacroce (1566–1570)
- Felice Peretti OFMConv (1570–1585), dann Papst Sixtus V.
- Alessandro Damasceni Peretti pro illa vice diaconia (1585–1587)
- Pedro de Deza (1587–1597)
- Simeone Tagliavia d’Aragona (1597–1600)
- Bonifazio Bevilacqua (1601–1611)
- Felice Centini OFMConv (1612–1613)
- Matteo Priuli (1616–1621)
- Giovanni Dolfin (1621–1622)
- vakant (1622–1632)
- Péter Pázmány SJ (1632–1637)
- vakant (1637–1642)
- Francesco Peretti di Montalto (1642–1653)
- vakant (1653–1657)
- Girolamo Buonvisi (1657–1677)
- vakant (1677–1681)
- Giovanni Battista De Luca (1681–1683)
- Vacante (1683–1689)
- Leopold Karl von Kollonitsch (1689–1707)
- Vacante (1707–1720)
- Cornelio Bentivoglio (1720–1727)
- Leandro Porzia OSB (1728)
- Sinibaldo Doria (1731–1733)
- vakant (1733–1745)
- Giacomo Oddi (1745–1756)
- Pietro Paolo de Conti (1759–1763)
- vakant (1763–1780)
- Franziskus von Paula Herzan von Harras (1780–1782)
- Francesco Carrara (1785–1791)
- vakant (1791–1801)
- Cesare Brancadoro (1801–1820)
- vakant (1820–1836)
- Gabriele della Genga Sermattei (1836–1861)
- Antonio Maria Panebianco OFMConv (1861)
- Giuseppe Andrea Bizzarri (1863–1875)
- Luigi Serafini (1877–1888)
- Serafino Vannutelli (1889–1893)
- Lőrinc Schlauch (1894–1902)
- Andrea Aiuti (1903–1905)
- vakant (1905–1911)
- Franziskus von Sales Bauer (1911–1915)
- Raffaele Scapinelli di Leguigno (1916–1933)
- Santiago Luis Copello (1935–1959)
- Gustavo Testa (1959–1969)
- vakant (1969–1973)
- Paolo Bertoli (1973–1979)
- Franjo Kuharić (1983–2002)
- Josip Bozanić (seit 2003)